# Rabča
Rabča est un village de Slovaquie situé dans la région de Žilina.

## Histoire
Première mention écrite du village en 1564.

## Démographie

### Évolution de la population
| Année:               | 1994. | 2004.    | 2014.    | 2024.    |
| -------------------- | ----- | -------- | -------- | -------- |
| Nombre de personnes: | 3848  | 4360     | 4857     | 5402     |
| Différence:          |       | +13,30 % | +11,39 % | +11,22 % |

| Année:               | 2023. | 2024.   |
| -------------------- | ----- | ------- |
| Nombre de personnes: | 5336  | 5402    |
| Différence:          |       | +1,23 % |